# Mihail Larionov
Mihail Fiodorovici Larionov (în rusă Михаил Фёдорович Ларионов, n. 22 mai/3 iunie 1881, Tiraspol, Imperiul Rus – d. 10 mai 1964, Fontenay-aux-Roses, Région parisienne, Franța) a fost un pictor avangardist rus.

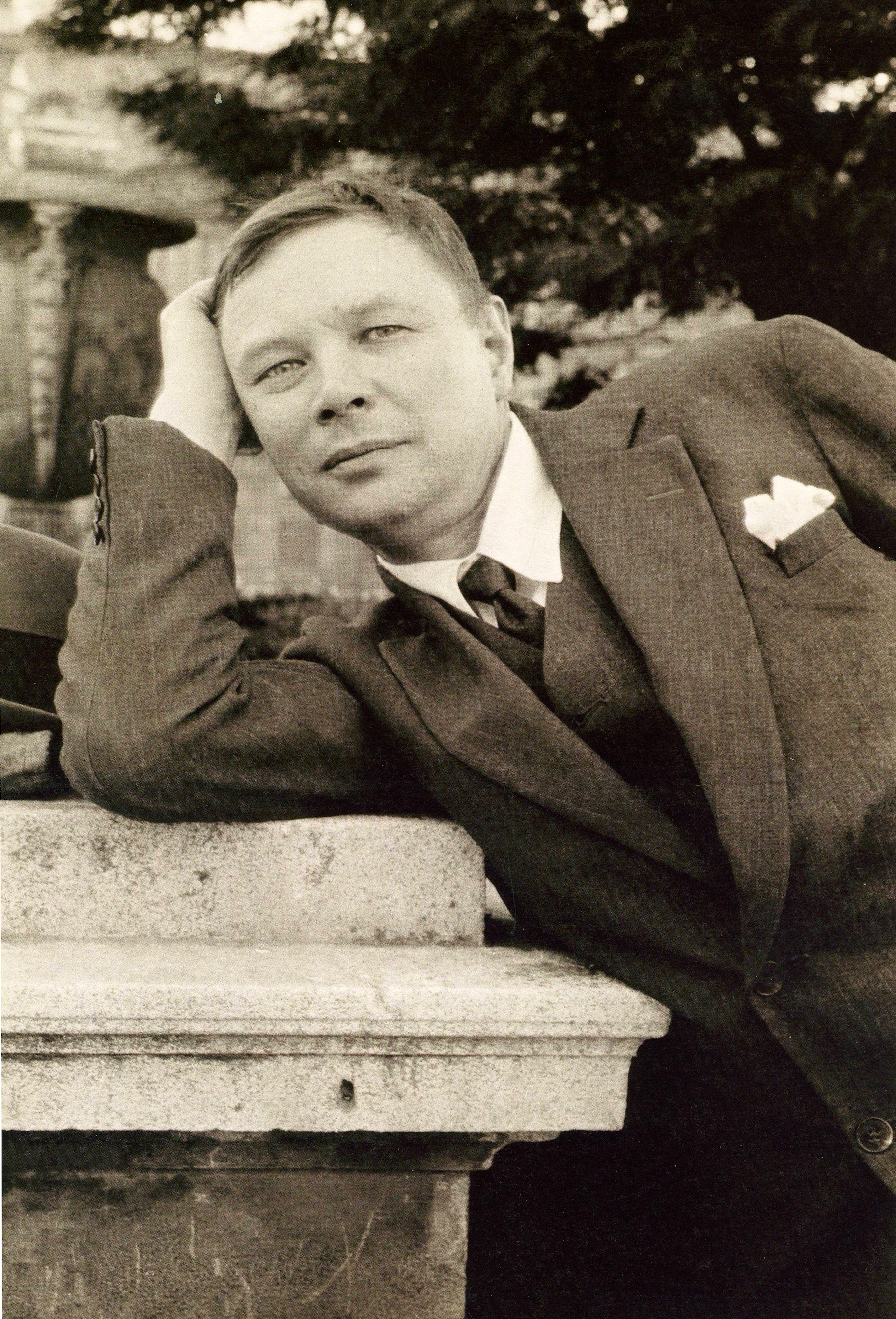
Larionov în 1916

## Biografia artistică a lui Mihail Larionov

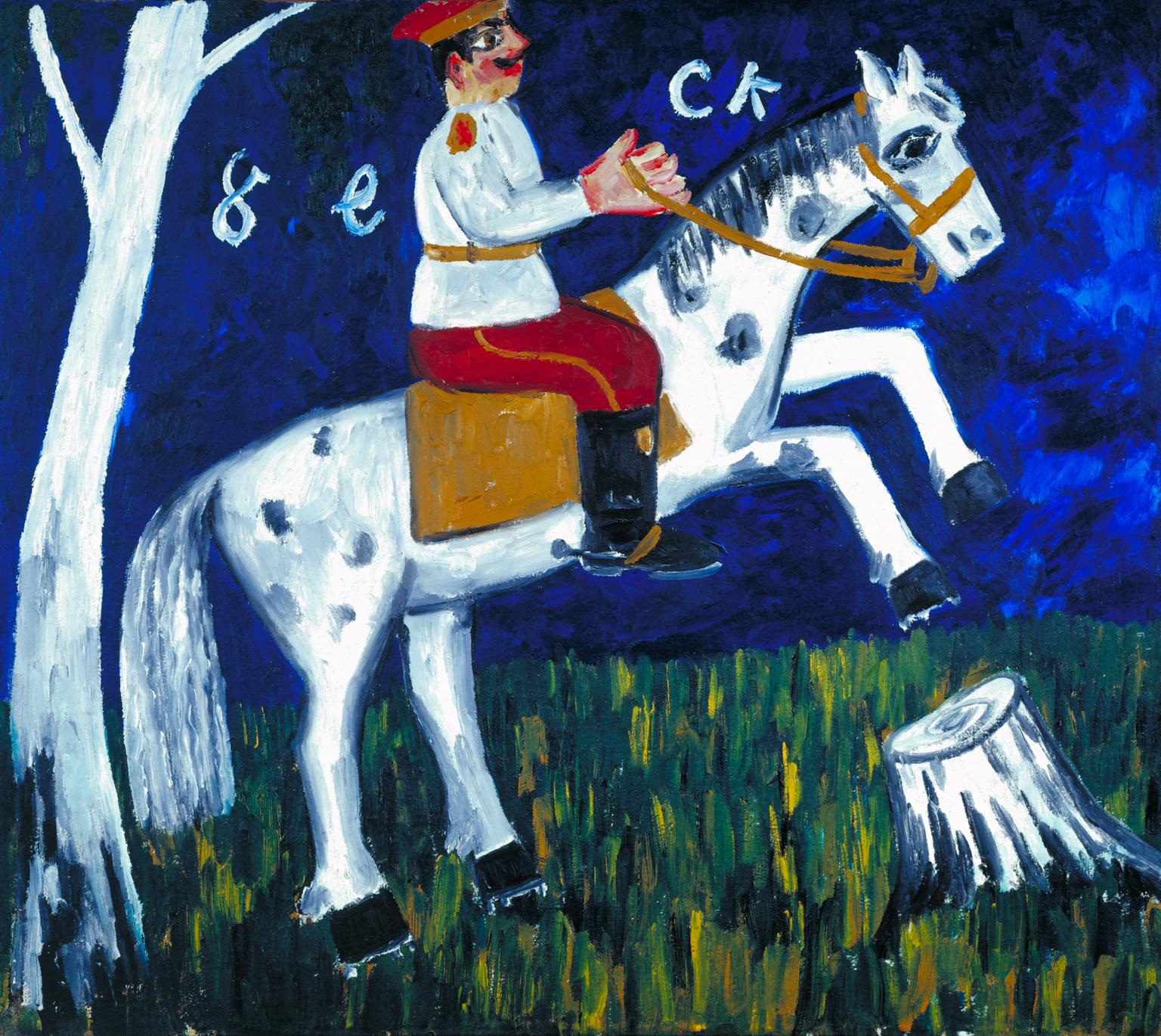
Soldat pe cal — Mihail Larionov (1911)

S-a născut la Tiraspol. În 1898 a intrat la Scoala de Pictură, Sculptură și Arhitectură de la Moscova condusă de Isaac Levitan și Valentin Serov. Conform firii sale de rebel, Larionov a fost suspendat de trei ori pentru perspectivele sale radicale.
În 1900 s-a întâlnit cu artista plastică avangardistă, designer de costume și scenografa Natalya Sergeevna Goncharova cu care a avut o relație de-a lungul întregii sale vieți.
Începând cu 1902, Larionov a pictat în stilul impresionist. Ulterior, inspirat de o vizită la Paris, în 1906, „tranzitând” prin largul grup al Trandafirului Albastru, Mihail Larionov s-a alăturat puternicei mișcării avangardiste ruse a neo-primitivismului (1908), care are, printre sursele sale de inspirație și creații populare autohtone ruse, așa cum sunt, în special, motivele icoanei ruse și lubok-ului.
În 1908, Larionov a organizat, la Moscova, expoziția, numită sugestiv Lâna de Aur, care a inclus tablouri ale unor artiști internaționali de avangardă, precum Henri Matisse, André Derain, Georges Braque, Paul Gauguin și Van Gogh. Alt grup, pe care l-a prezentat atunci publicului moscovit, a fost constituit din artiști vizuali ruși de avangardă, precum  Vladimir Tatlin, Marc Chagall și Kazimir Malevici.
Larionov a fost membru fondator a două importante grupuri artistice ale avangardei ruse, a Valetului de Caro (1909 - 1911) și a mult mai radicalului grup Coada Măgarului (1912 – 1913). Tot Larionov a fost cel care a găsit denumiri „percutante” pentru ambele grupuri.
În 1913 el a creat Raionism roșu, care a fost prima creație de artă aproape abstractă din Rusia. În 1915 el a părăsit Rusia și a lucrat la Paris în teatru și în balet cu Serghei Diaghilev, proprietarul companiei Ballets Russes.

## Galerie

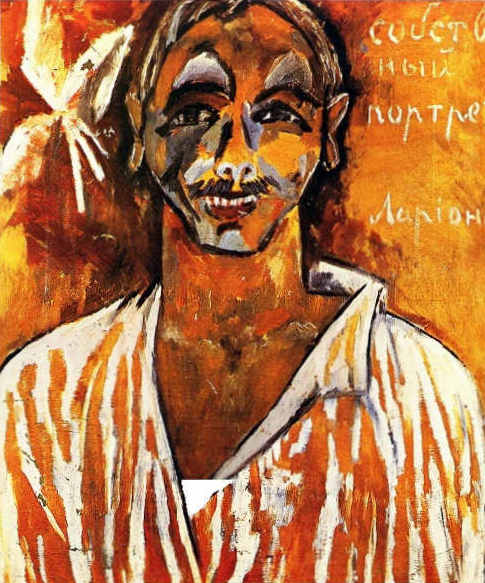
Autoportret (1910)
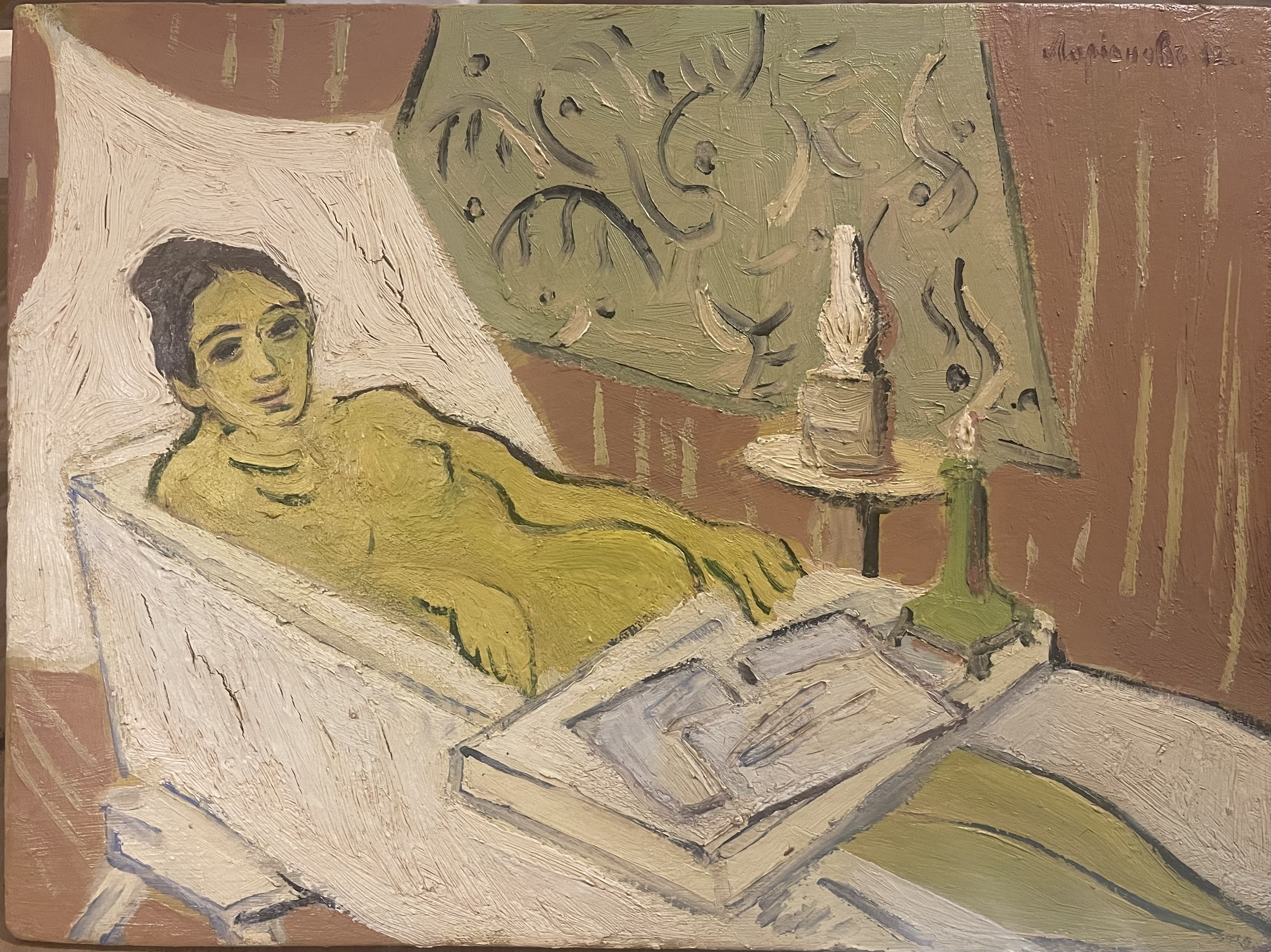
’’Studiul unei femei’’ (1912)
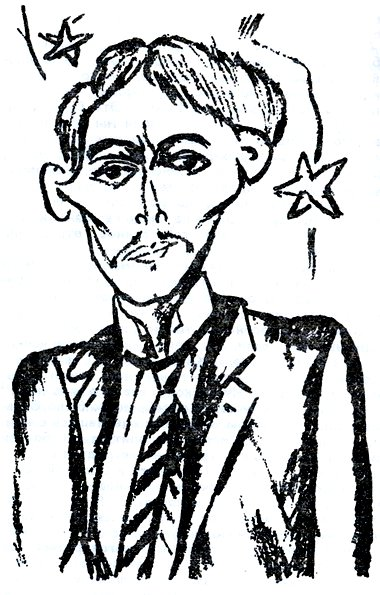
Schiță a lui Alexei Kruchenici (1912)
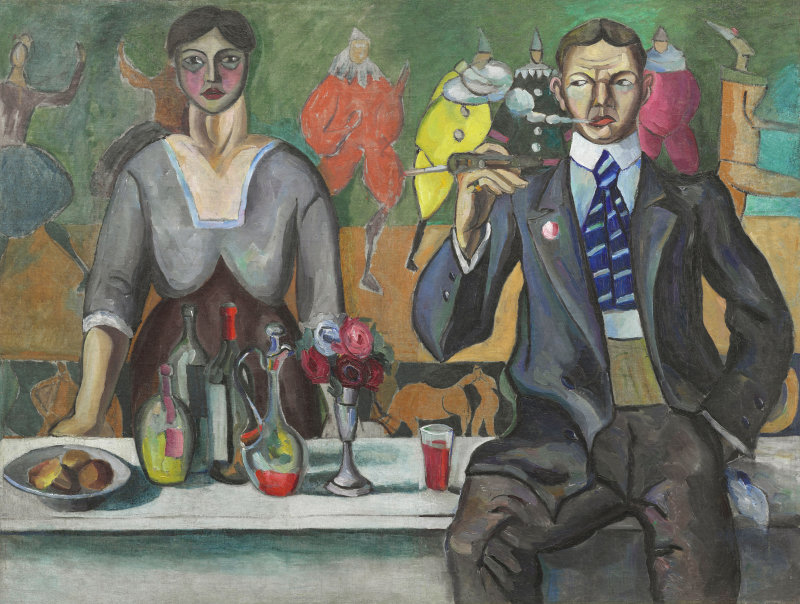
Alexei Morgunov – Portretul Nataliei Goncharova și al lui Mihail Larionov (1913)
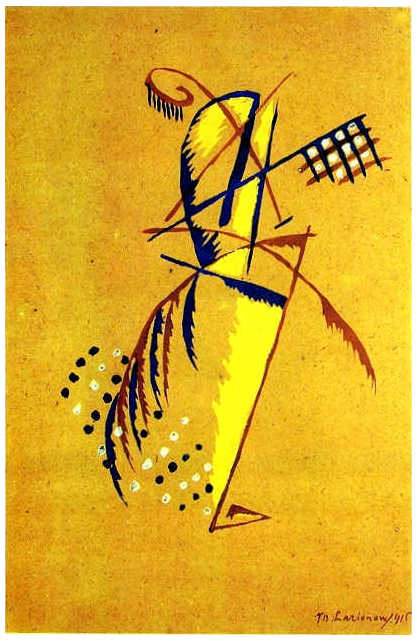
Dansatoare în mișcare (1915)
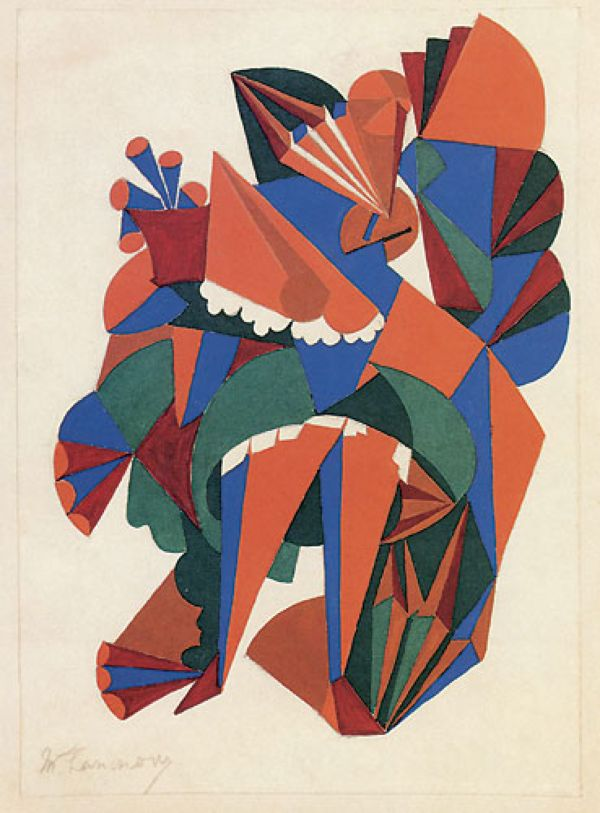
Doamnă cu evantai (1916)
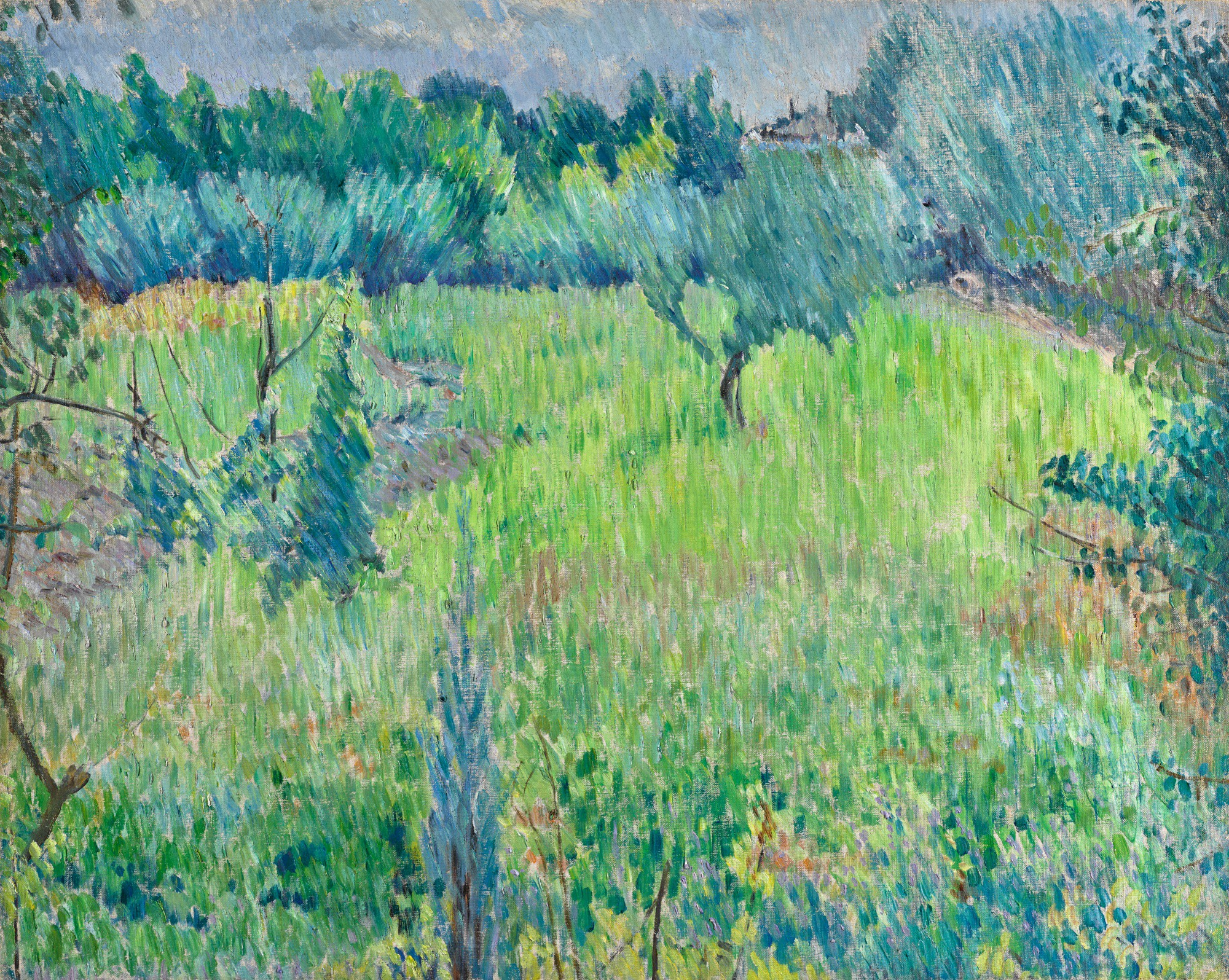
Peisaj (dată necunoscută)